# Función zeta local
En la teoría de números, una función zeta local Z(t) es una función cuya derivada logarítmica es una función generatriz del número de soluciones de un conjunto de ecuaciones definidas sobre un cuerpo finito F, en extensión de cuerpos Fk de F. 

## Formulación
La analogía con la función zeta de Riemann
{\displaystyle \zeta (s)}
se establece a través de la derivada logarítmica
{\displaystyle \zeta '(s)/\zeta (s)}.
Dado un F, existe, en un isomorfismo, sólo un cuerpo Fk con 
[Fk:F] = k,
para k = 1,2, ... . Dado un conjunto de ecuaciones de polinomios — o una variedad algebraica V — definida sobre F, podemos contar el número 
Nk
de soluciones en Fk; y crear la función generatriz
G(t) = N1.t + N2.t2/2 + ... .
La definición correcta de Z(t) es tomar el log Z igual a G, y por lo tanto 
Z = exp(G);
tendremos que Z(0) = 1 dado que G(0) = 0, y Z(t) es a priori una serie de potencias formal.

## Ejemplos
Por ejemplo, asumiendo que todos los Nk son 1; esto ocurre por ejemplo si se comienza con una ecuación del tipo X = 0, de forma que geométricamente estamos tomando V en un punto. Entonces 
G(t) = −log(1 − t)
es la expansión de un logaritmo (para |t| < 1). En este caso se tiene que
Z(t) = 1/(1 − t).
Otro caso más interesante es, si V es la recta proyectiva sobre F. Si F tiene una cantidad q de elementos, entonces ésta tiene q + 1 puntos, incluyendo como corresponde, el punto del infinito. Por lo tanto tendremos
Nk = qk + 1
y
G(t) = −log(1 − t) − log(1 − qt),
para un |t| suficientemente pequeño.
En este caso tenemos
Z(t) = 1/{(1 − t)(1 − qt)}.

## Motivaciones
La relación entre las definiciones de G y Z puede ser explicada de diversas formas. En la práctica hace de Z una función racional de t, algo que resulta interesante aún en el caso en que V sea una curva elíptica sobre un cuerpo finito. 
Son las funciones Z que son diseñadas para multiplicar, para obtener funciones globales zeta. Esto comprende diferentes cuerpos finitos (por ejemplo la familia completa de cuerpos Z/p.Z con p un número primo. En esta relación, la variable t es substituida por p-s, donde s es la variable compleja tradicionalmente usada en las series de Dirichlet. (Para mayores detalles ver función zeta de Hasse-Weil). Esto explica también por qué se utiliza la derivada logarítmica con respecto de s.
Con estos antecedentes, los productos de Z en los dos casos resultan ser {\displaystyle \zeta (s)} y {\displaystyle \zeta (s)\zeta (s-1)}.

## Hipótesis de Riemann para curvas sobre cuerpos finitos
Para curvas proyectivas C sobre F que no son singulares, se puede demostrar que 
Z(t) = P(t)/{(1 − t)(1 − qt)},
con P(t) un polinomio, de grado 2g donde g es el género de C. La hipótesis de Riemann para curvas sobre cuerpos finitos establece que las raíces de P tienen valor absoluto
q−1/2,
donde q = |F|. 
Por ejemplo, para el caso de una curva elíptica hay dos raíces, y es fácil demostrar que el producto de las mismas es q−1. El teorema de Hasse indica que ellas poseen el mismo valor absoluto; y esto a su vez tiene consecuencias inmendiatas en el número de puntos.
André Weil demostró esto para el caso general, alrededor de 1940 (nota de Comptes Rendus, abril de 1940) y dedicó mucho tiempo en los años posteriores, escribiendo la geometría algebraica asociada). Esto lo condujo a proponer las conjeturas generales de Weil, finalmente demostradas una generación después. Véase cohomología de étale para las fórmulas básicas de la teoría general.

## Fórmulas generales para la función zeta
Ésta es una consecuencia de Fórmula de la traza de Lefschetz para el morfismo de Frobenius que
{\displaystyle Z(X,t)=\prod _{i=0}^{2\dim X}\det {\big (}1-t\,{\mbox{Frob}}_{q}|H_{c}^{i}({\overline {X}},{\mathbb {Q} }_{\ell }){\big )}^{(-1)^{i+1}}.}
Aquí {\displaystyle X} es un esquema separado de tipo finito sobre el cuerpo finito F con {\displaystyle q} elementos, y Frobq es el endomorfismo de Frobenius sobre la cohomología de étale {\displaystyle \ell }-ádica con soporte compacto de {\displaystyle {\overline {X}}}, la ruta de {\displaystyle X} a la clausura algebraica del cuerpo F.  Esto muestra que la función zeta es una función racional de {\displaystyle t}.
Una fórmula en forma de producto infinito para {\displaystyle Z(X,t)} es
{\displaystyle Z(X,t)=\prod \ (1-t^{\deg(x)})^{-1}.}
Aquí, el producto está se extiende sobre todos los puntos cerrados x of X y deg(x) es el grado de x.
La función zeta local Z(X, t) es vista como una función de variable compleja s mediante el cambio de variables q-s. 
En el caso donde X es la variedad V discutida arriba, los puntos cerrados son las clases de equivalencia x=[P] de puntos P en {\displaystyle {\overline {V}}}, donde dos puntos son equivalentes si ellos tienen conjugados sobre F.  El grado de x es el grado de extensión de cuerpo de F
generado por las coordenadas de P.  La derivada logarítmica del producto infinito Z(X, t) es fácil ver, por ser la función generadora que se discutió anteriormente, es decir
{\displaystyle N_{1}+N_{2}t^{1}+N_{3}t^{2}+\cdots \,}.